# Prințesa Margaret, Contesă de Snowdon
Prințesa Margaret, Contesă de Snowdon (Margaret Rose; 21 august 1930 – 9 februarie 2002) a fost sora mai mică a reginei Elisabeta a II-a a Regatului Unit și fiica regelui George al VI-lea și a soției lui, regina Elisabeta. 

## Copilăria și educația

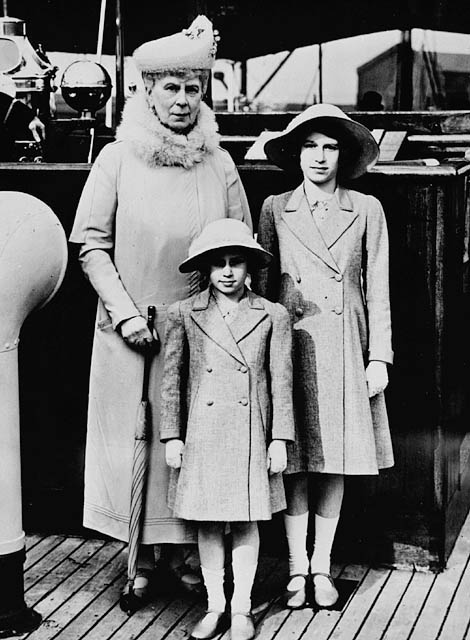
Prințesa Margaret (în față) cu sora ei, Elisabeta (dreapta) și bunica lor, regina Mary (stânga).

Prințesa Margaret Rose s-a născut la 21 august 1930 la Castelul Glamis din Scoția, reședința familiei sale materne. La naștere era a patra în linia de succesiune la tronul britanic. Tatăl ei era Prințul Albert, Duce de York (viitorul rege George al VI-lea), al doilea fiu al regelui George al V-lea și al reginei Mary. Mama ei era Elisabeta, ducesă de York, fiica cea mică a lui Claude Bowes-Lyon, al 14-lea Conte de Strathmore și Kinghorne și a Ceciliei Bowes-Lyon.
A fost botezată la Palatul Buckingham la 30 octombrie 1930 de arhiepiscopul de Canterbury, Cosmo Lang. Nașii ei au fost: unchiul ei, Prințul de Wales (reprezentat de fratele lui, Prințul George); verișoara tatălui ei, Prințesa Ingrid a Suediei (reprezentată de Lady Patricia Ramsay); mătușa ei, Prințesa Victoria; mătușa maternă Rose Leveson-Gower, Contesă Granville; unchiul matern David Bowes-Lyon.
Margaret a fost educată împreună cu sora ei, Prințesa Elisabeta, de guvernanta lor scoțiană Marion Crawford.
Regele George al V-lea a murit când Margaret avea cinci ani, iar pe tron a urcat unchiul ei sub numele de Eduard al VIII-lea. După puțin de un an, la 11 decembrie 1936, Eduard a abdicat pentru a se căsători cu  Wallis Simpson, o americancă divorțată de două ori, pe care nici Biserica anglicană, nici guvernele din Commonwealth nu au acceptat-o ca regină. Biserica anglicană nu recunoștea drept validă căsătoria cu o femeie divorțată, cât timp soțul de care a divorțat era încă în viață.
Astfel, ducele de York a devenit regele George al VI-lea, iar Margaret a ajuns a doua în linia de succesiune la tronul britanic. Familia s-a mutat la Palatul Buckingham. Regele George a descris-o pe Elisabeta ca fiind mândria lui iar pe Margaret ca fiind bucuria lui.

## Tinerețea

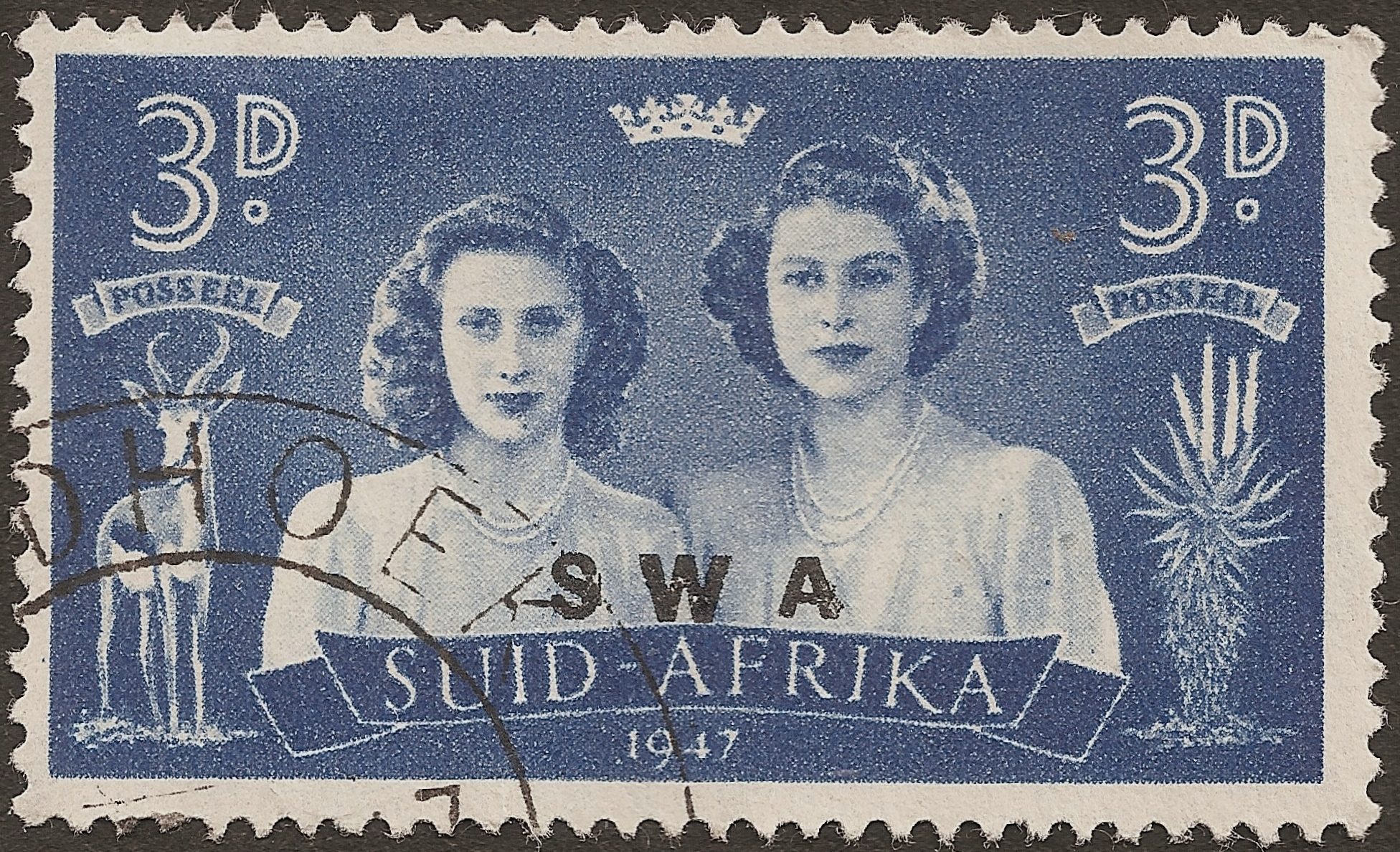
Prințesa Margaret (stânga) și Prințesa Elisabeta (dreapta) - timbru care celebrează turul regal din Africa de Sud din 1947.

În 1945, după război, Margaret a apărut la balconul Palatului Buckingham împreună cu familia și cu primul ministru Winston Churchill. La 1 februarie 1947, Margaret, Elisabeta și părinții lor au început un tur al Africii de Sud. Călătoria, care a durat trei luni, a fost prima vizită în străinătate a lui Margaret, iar ea a declarat că își amintește "fiecare minut din ea".
În 1950, fosta guvernantă regală, Marion Crawford, a publicat o biografie a copilăriei Elisabetei și a Margaretei numită Micile Prințese în care descrie stilul vesel și amuzant al lui Margaret ca fiind scandalos. Familia regală a fost îngrozită de ceea ce ei au considerat o încălcare a vieții lor private și un abuz de încredere. Drept urmare, Crawford a fost scoasă din cercul regal.
Petrecerea aniversării vârstei de 21 de ani ai Prințesei Margaret a avut loc la Balmoral în august 1951. O lună mai târziu, tatăl ei a suferit o intervenție chirurgicală pentru cancer pulmonar, iar Margaret a fost numită unul dintre consilierii de stat care au preluat îndatoririle oficiale ale regelui în timpul convalescenței sale. După șase luni, tatăl ei a murit, iar Elisabeta a ajuns regină.
Margaret împreună cu mama ei se mută atunci din Palatul Buckingham în Casa Clarence, în timp ce Elisabeta și familia ei se mută din Casa Clarence în Palatul Buckingham. Margaret se îndrăgosește de Peter Townsend, noul intendent al casei reginei mamă, fost aghiotant al regelui George și pilot de vânătoare, deși acesta era însurat și tată a doi copii.

În decembrie 1952, Peter Townsend obține divorțul din culpa soției și o cere în căsătorie pe Margaret. Prințesa acceptă și îi cere consimțământul surorii ei, deoarece conform Actului Regal din 1772, prințesa nu se putea căsători până la vârsta de 25 de ani decât cu permisiunea Parlamentului și cu acordul reginei. În 1936 Biserica anglicană refuzase să valideze căsătoria lui Eduard al VIII-lea cu o femeie divorțată. Cabinetul britanic refuză să aprobe căsătoria, iar ziarele scriu că această căsătorie este „de neconceput”. Churchill o informează pe regină că primii miniștri din Commonwealth sunt în unanimitate împotriva căsătoriei și că Parlamentul nu va aproba o căsătorie care ar fi nerecunoscută de Biserica anglicană, cu excepția cazului în care Margaret ar renunța la dreptul său de succesiune.  La cererea lui Churchill, Peter Townsend este îndepărtat de prințesă, fiind numit atașat al Armatei aerului la Bruxelles.

Blazonul Contesei de Snowdon.

În 1955, la împlinirea vârstei de 25 de ani, Margaret este liberă să se căsătorească cu cine dorește, numai că presiunea exercitată asupra ei este atât de mare, încât renunță pur și simplu la dragostea vieții ei. La 31 octombrie 1955 ea transmite prin intermediul BBC un comunicat pe care îl redactează împreună cu Peter Townsend și prin care declară: 
„Am luat hotărârea să nu mă căsătoresc cu Peter Townsend. Știu că aș fi putut să închei doar o căsătorie civilă, cu condiția să renunț la drepturile mele de succesiune. Dar biserica ne-a învățat că o căsătorie creștinească nu se poate desface și atunci, conștientă de îndatoririle mele față de Commonwealth, am decis să respect acest considerent înainte de oricare altul. Făcând aceasta am fost întărită în alegerea mea de sprijinul și atașamentul fără rezerve ale căpitanului Townsend.”

## Căsătoria
După ce în octombrie 1959 prințesa primește o scrisoare de la Townsend, prin care acesta o anunță că se va căsători cu o tânără belgiană (Marie-Luce Jamagne), Margaret decide să se căsătorească și ea, cu fotograful Antony Armstrong-Jones, unicul fiu al avocatului Ronald Armstrong. Cu acordul reginei, căsătoria are loc la 6 mai 1960 la Westminster Abbey. În 1961, soțul prințesei este numit Conte de Snowdon. Cuplul va avea doi copii: David, Viconte Linley, născut în 1961, și Lady Sarah, născută în 1964.
Mariajul este fericit la început, dar degenerează rapid. Margaret își petrece nopțile la petreceri, în timp ce Antony are numeroase relații extraconjugale, atât cu femei, cât și cu bărbați. Amândoi sunt aspru criticați în presă și la curte. După 1973, prințesa își petrece majoritatea timpului în vila sa de pe insula Mustique din Caraibe, în compania tânărului hippiot Roderick Llewellyn. Antony se retrage și el în Sussex, în compania asistentei de producție Lucy Lindsay Hogg. În 1976, Margaret și Antony își anunță oficial despărțirea. La 11 iulie 1978, divorțul lor se finalizează.  Este primul divorț regal după 1901, când divorțase Prințesa Victoria de Edinburgh. Câteva luni mai târziu, Snowdon se recăsătorește cu Lucy Lindsay-Hogg.

## Ultimii ani
Ultimii ani din viața prințesei sunt afectați de boală și de invaliditate. La 5 ianuarie 1985 suferă o operație prin care îi este scos plămânul stâng. În 1991 renunță la fumat, însă continuă să bea foarte mult. În ianuarie 1993 este internată în spital cu pneumonie. În 1998, Margaret suferă un accident vascular și de atunci sănătatea ei devine tot mai șubredă. 
Ultimele sale apariții publice au loc în august 2001, cu ocazia aniversării oficiale a mamei ei, care împlinea 101 ani, apoi în decembrie, la aniversarea de 100 de ani a mătușii ei, Prințesa Alice.
Margaret moare două luni mai târziu, la vârsta de 71 de ani, după ce suferă un alt accident vascular. Funeraliile au loc la 15 februarie 2002 - la 50 ani după funeraliile tatălui său, regele George al VI-lea. Conform dorințelor prințesei, ceremonia este privată, participând numai familia și prietenii. A fost ultima apariție publică a reginei-mamă, care a încetat din viață șapte săptămâni mai târziu.
Spre deosebire de alți membri ai familiei regale, Prințesa Margaret a fost incinerată la crematoriul Slough. Cenușa a fost depusă în mormântul părinților ei două luni mai târziu.